# Jane Hunt
Jane Hunt, nata Jane Clothier Master (Filadelfia, 26 giugno 1812 – Chicago, 28 novembre 1889), è stata un'attivista quacchera statunitense, impegnata nel suffragio femminile, che ospitò la Convenzione di Seneca Falls con Lucretia Mott ed Elizabeth Cady Stanton.

## Biografia
Jane Hunt nacque a Filadelfia nel 1812 da William e Mary Master. Si trasferì a Waterloo, New York nel 1845 quando sposò il collega quacchero Richard Pell Hunt, un importante uomo d'affari e proprietario terriero locale.
In quanto quaccheri progressisti, la Hunt e suo marito credevano nella riforma sociale e nelle cause umanitarie. Erano entrambi attivi sostenitori dell'abolizionismo e del movimento per i diritti delle donne. Si pensa che la casa degli Hunt a Waterloo funzionasse come stazione della Underground Railroad, con una rimessa per le carrozze che fu convertita in una stazione di passaggio per gli schiavi fuggitivi.
La partecipazione e ruolo delle donne erano un importante argomento di discussione nella comunità quacchera della Hunt e lei lavorò attivamente per migliorare la posizione delle donne nella chiesa. Lei stessa era uno dei membri di una riunione mensile quacchera locale che proponeva di rimuovere la disuguaglianza ufficiale tra le riunioni maschili e femminili descritta nel libro della disciplina; questa proposta fu adottata a livello regionale al Genesee Annual Meeting del 1838.
Ebbe quattro figli dal marito (uno morì durante il parto) ed era matrigna dei tre figli di Richard da un matrimonio precedente. Richard Hunt morì il 7 novembre 1856. Dopo la sua morte, Jane continuò a vivere nella casa di famiglia.

## La Convenzione di Seneca Falls
Nel 1848, Jane Hunt faceva parte di un gruppo di donne che invitò la riformatrice Lucretia Mot a visitare New York e la Hunt si offrì di ospitare l'incontro a casa sua. La Mott rimase con la sorella incinta, Martha Wright, che viveva nella zona. Hunt invitò un certo numero di donne quacchere tra cui Mary Ann M'Clintock ed Elizabeth Cady Stanton, che non era una quacchera. La giornata a casa Hunt fu un importante incontro tra la Mott e la Stanton, che si erano già incontrate otto anni prima alla World Anti-Slavery Convention a Londra. Erano state entrambe invitate al convegno ma dovettero subire l'umiliazione di sedersi separatamente e di non poter parlare perché erano donne.
Come risultato dell'incontro a casa della Hunt il 9 luglio, fu deciso di organizzare un incontro aperto a Seneca Falls più avanti nel mese. La Hunt e le altre donne presenti redassero un appello per i partecipanti che fu pubblicato sul Seneca County Courier il 14 luglio.
L'assemblea che sarebbe diventata nota come Convenzione di Seneca Falls è considerata il primo incontro organizzato sui diritti delle donne. La Hunt e suo marito erano entrambi firmatari della Dichiarazione dei Sentimenti e parteciparono alla Convenzione.

## Morte
Jane Hunt morì a Chicago nel 1889; il suo corpo fu sepolto a Waterloo accanto a suo marito.

## Eredità
La filantropia della Hunt dopo la morte del marito includeva il finanziamento di un terreno per una cappella per la chiesa di Saint Paul a Waterloo. The Hunt House è un sito storico registrato.